# Mucizònia de congesta
La mucizònia de congesta o mucizònia de muntanya (Sedum candollei) és una planta de la família de les crassulàcies. Segons els criteris científics més moderns (basats en caràcters genètics) se la considera part del gènere Sedum, encara que tradicionalment (per criteris morfològics) se la havia situat dins del gènere Mucizonia, amb el nom de Mucizonia sedoides.

## Descripció
La mucizònia és una herba anual, vermella o més rarament verda, que generalment creix en grups, creant gespes més o menys atapeïdes. Tiges erectes, no ramificades, de fins a 5(7) cm d'alçada, amb fulles inflades, oblongues i obtuses. Les flors, situades al final de les tiges, tenen fins a 3,2 mm de longitud, 5 pètals de 5-7 mm, de color rosat-purpuri, soldats a la base per a formar un tub de fins a 2,5 mm de longitud, que és el caràcter distintiu que justificava la creació del gènere Mucizonia.

## Distribució i hàbitat
La mucizònia de muntanya és un endemisme ibèric que es troba al capdamunt de les muntanyes dels Pirineus, Serralada Cantàbrica, Sistema Central i Sierra Nevada.
És una espècie d’alta muntanya que viu en prats alpins, normalment per sobre dels 2300 metres d’altitud, en indrets  més o menys pedregosos i congestes on s’acumula la neu fins molt tard, sempre sobre terrenys silícics, àcids.
Les plantes anuals (teròfits) representen un tipus de vida poc adequat per a sobreviure a l’alta muntanya, on les gelades tardanes poden destruir fàcilment tota una generació de plantes que, al no tenir cap pla alternatiu, són així fàcilment eliminades. La mucizònia però resta protegida per la neu fins que arriba l’estiu i el perill de gelades és més baix. Per contra necessita fer tot el seu cicle vital (germinació, creixement, floració i fructificació i alliberament de les llavors) en molt poc temps, per avançar-se a l’arribada del fred en aquests ambients tan extrems. Alguns estudis han determinat que des de l’aparició de les poncelles fins a la maduració de les llavors passen només 22 dies.

## Taxonomia
Aquesta planta s'havia anomenat sovint, fins fa poc temps, Mucizonia sedoides; i surt així encara en moltes publicacions. Es va voler separar en el gènere Mucizonia pel fet de tenir els pètals soldats a la base; tanmateix, aquest caràcter el mostren també en grau variable altres espècies de crespinells, que tenen els pètals concrescents només a la base, per la qual cosa hi ha qui creu convenient incloure als representants del  gènere Mucizonia dins de Sedum.
Sedum candollei va ser descrita pel botànic, especialista en crassulàcies, Raymond-Hamet (1890-1972), l’any 1929.
L’epítet específic en llatí candollei  és  en honor a Augustin Pyrame de Candolle, botànic suís.
Alguns sinònims d'aquesta espècie que es troben a la bibliografia de referència serien:
- Sedum candollei Raym.-Hamet (1929)
- Mucizonia sedoides (DC.) D.A.Webb (1961)
- Sedum candolleanum Raym.-Hamet ex G.López (1995)

Sedum candollei és el nom considerat correcte segons el criteri de flora ibèrica. No obstant això, segons el criteri exposat a la pàgina del jardí botànic de Kew: "Plants of the World Online" el nom correcte seria Sedum candolleanum, que és com figura a altres viquipèdies.
Alguns altres sinònims menys considerats:
- Cotyledon ramosissima Rothmaler
- Cotyledon sediformis Lapeyr.
- Cotyledon sedoides DC.
- Sedum sedoides (DC.) Rothmaler
- Sedum sedoides subsp. ramosissimum Rothm.
- Umbilicus sedoides (DC.) DC.
- Umbilicus sessilis Dulac

Convé fer notar que Sedum sedoides Pau (1921) és el nom d'una espècie acceptada actualment per anomenar a una mena de mucizònia que viu a l'Himàlaia i, per tant, Sedum sedoides (DC.) Rothm.(1935) és un nom il·legítim per a la mucizònia de congesta.

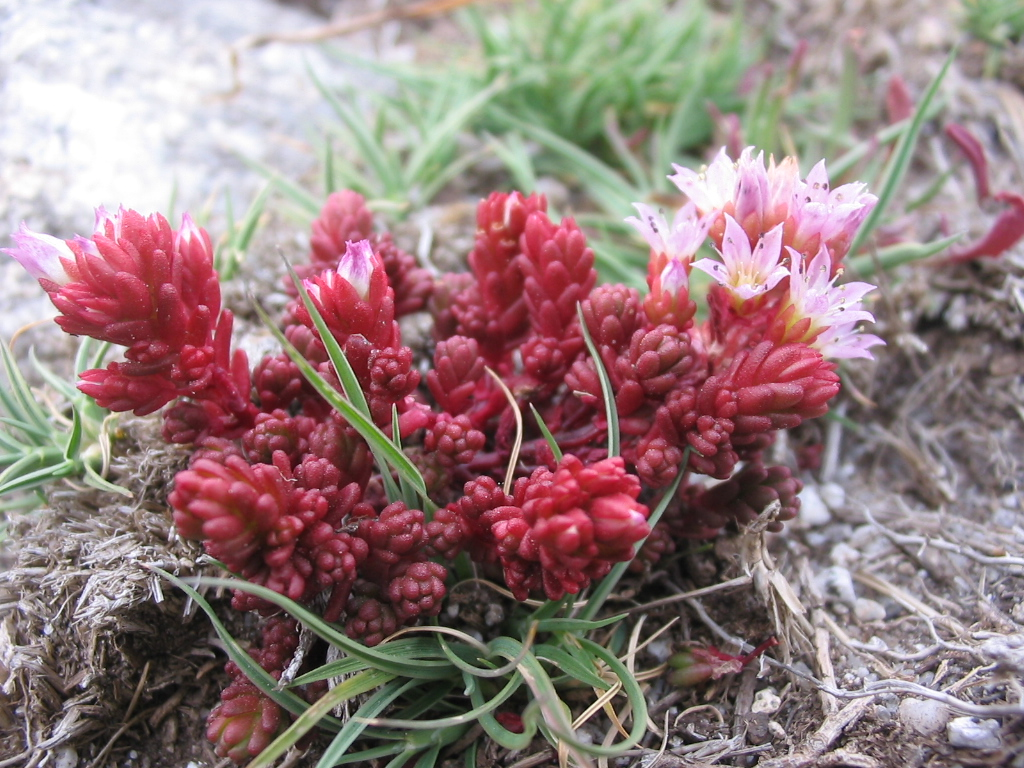
exemplar a Gredos
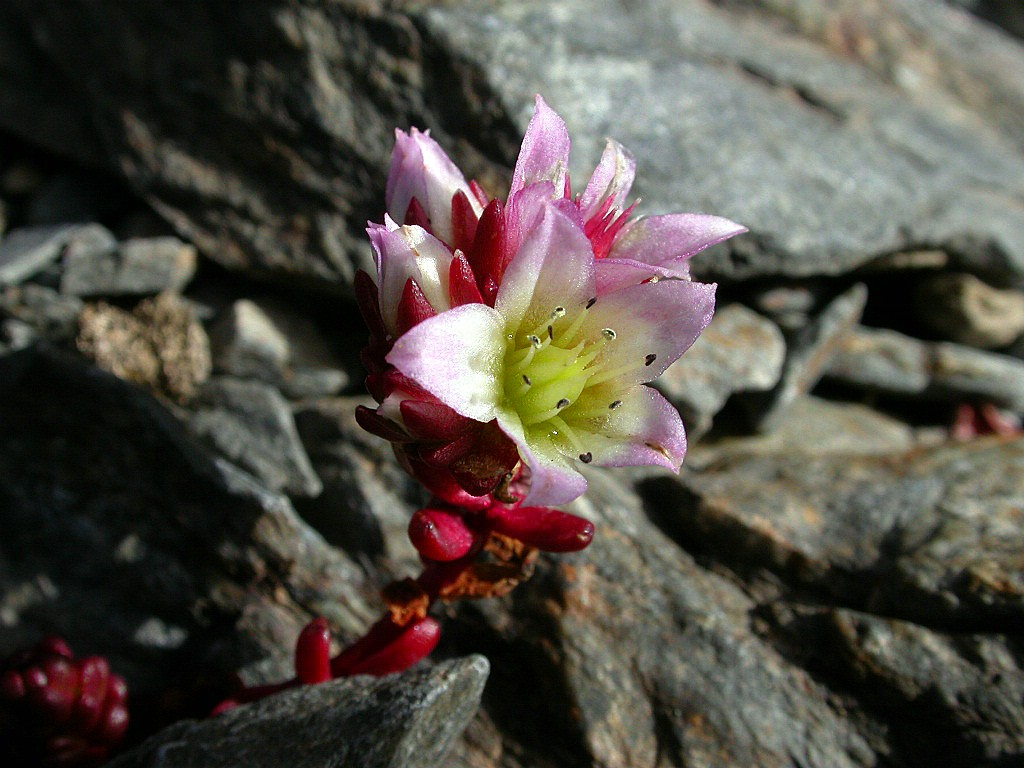
detall de la flor